# Jan Rembowski

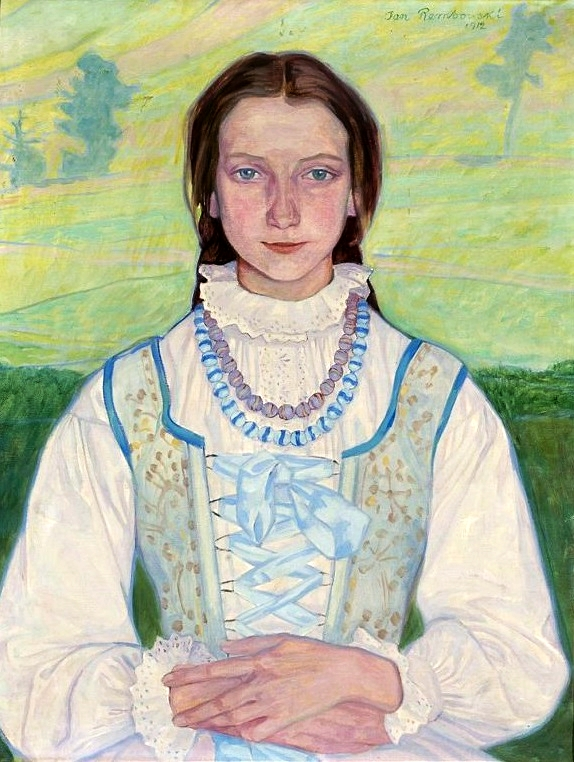
Jan Rembowski, Dziewczyna góralska, 1912

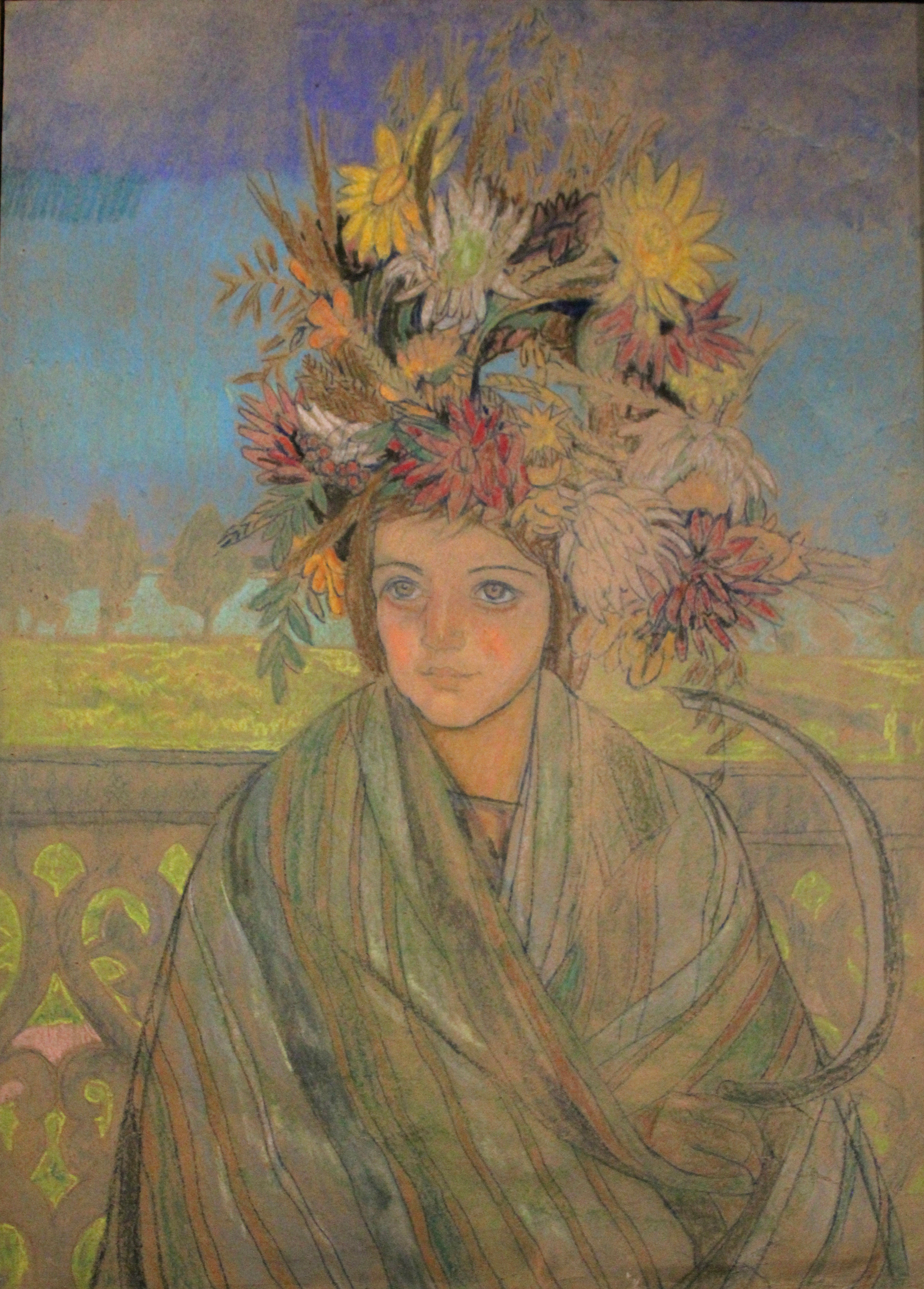
Jan Rembowski, Lato (Alegoria lata), 1918-1922

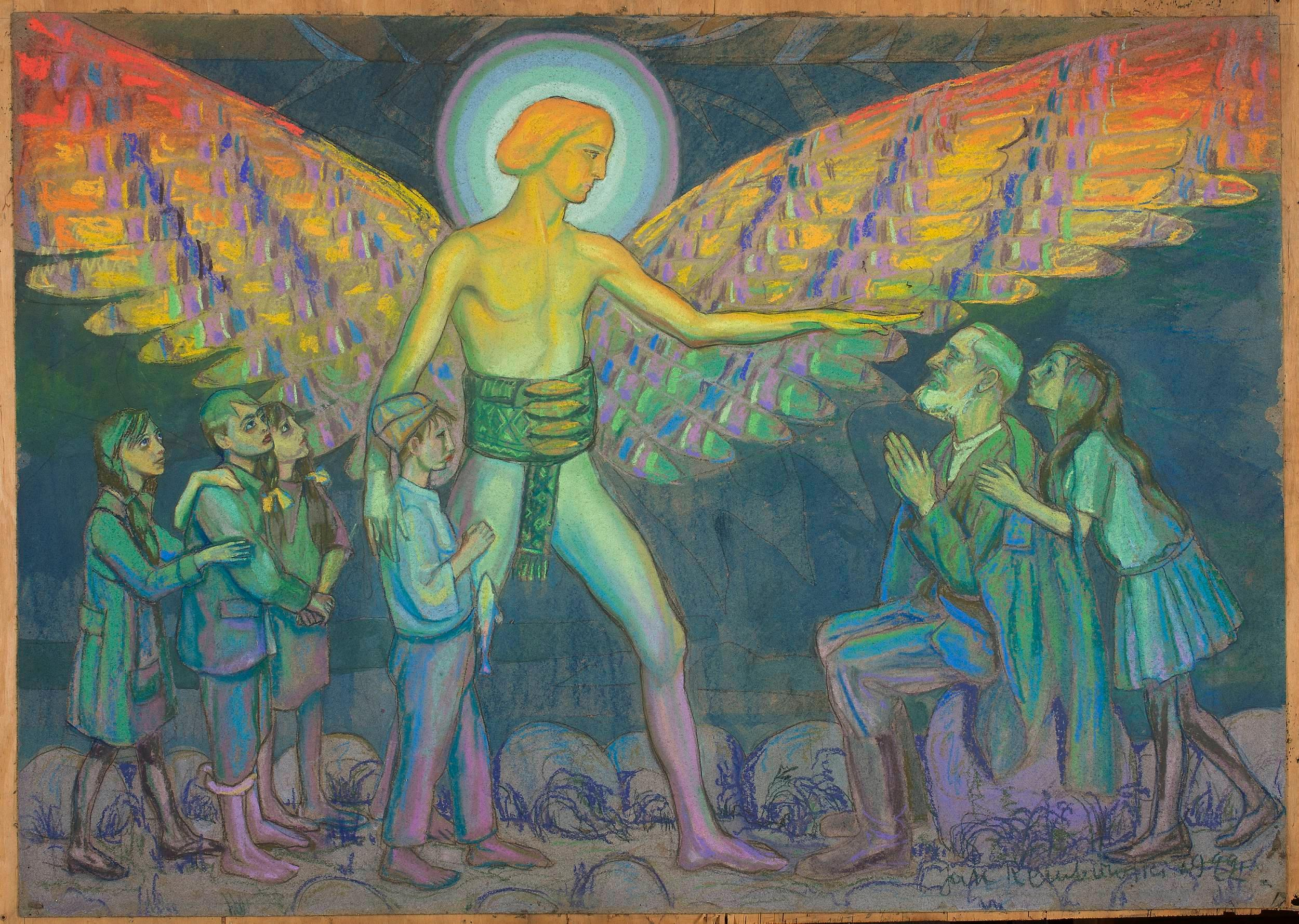
Jan Rembowski, Powrót Tobiasza, 1919

Jan Rembowski (ur. 12 stycznia 1879 w Wawrzyszewie, zm. 26 stycznia 1923 w Warszawie) – polski malarz, tworzący m.in. w stylu secesji i symbolizmu, grafik, rzeźbiarz.

## Życiorys
Artysta ukończył rzeźbiarstwo na Akademii Sztuk Pięknych w Krakowie; w latach 1905-07 studiował malarstwo pod kierunkiem Józefa Mehoffera. W roku 1905 uczestniczył w założeniu Grupy Pięciu – zwanej także „Grupą Norwid”, do której należeli także: Leopold Gottlieb, Wlastimil Hofman, Mieczysław Jakimowicz oraz Witold Wojtkiewicz. Należący do tego ugrupowania artystycznego twórcy wspierali ideę powinowactwa sztuk: literatury, muzyki i sztuk plastycznych, a za artystycznego patrona uznawali Cypriana Kamila Norwida. Rembowski był też członkiem Towarzystwa „Polska Sztuka Stosowana”, a także Towarzystwa „Sztuka Podhalańska”, które powstało w Zakopanem, często odwiedzanym przez Rembowskiego ze względów zdrowotnych. 
Rozpoczynał od realizowania się w rzeźbiarstwie, ale ze względu na postępującą gruźlicę, musiał porzucić uprawianie tego rodzaju sztuki. Oprócz malarstwa tworzył także grafiki, projekty wnętrz (m.in. zaprojektował salon w sanatorium Kazimierza Dłuskiego w Zakopanem około 1910), pisał poezje. Ilustrował także pierwsze wydanie Elementarza Mariana Falskiego z 1910.
Do czasów współczesnych zachowała się jedynie nieznaczna część dorobku artystycznego Jana Rembowskiego, ponieważ większość jego prac uległa zniszczeniu podczas II wojny światowej.

### Życie prywatne
Był synem Aleksego, uczestnika powstania styczniowego, dzierżawiącego ziemię w Wawrzyszewie, oraz Marii z Rakowskich. Jego siostra Maria Rembowska zajmowała się fotografią. 21 stycznia 1905 poślubił w Zakopanem francuską nauczycielkę Marie Julaine, z którą miał dwie córki: Janinę (zmarłą jako dziecko 1 kwietnia 1910) i Hannę (1912–1947), ilustratorkę.
Artysta pochowany jest wraz z córką Hanną Rembowską na warszawskich Powązkach (kw. 214–IV–30).

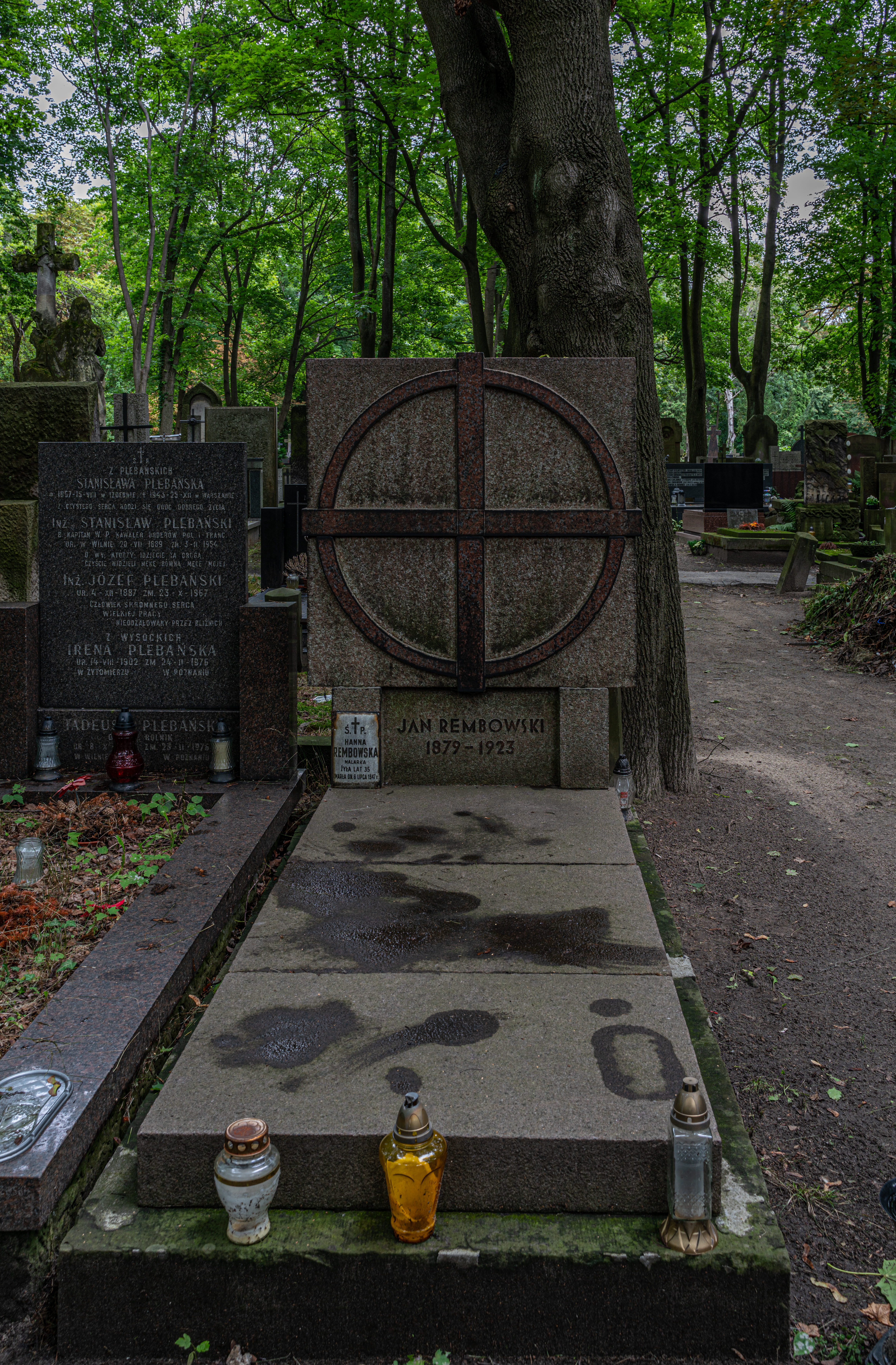
Grób Jana Rembowskiego i jego córki Hanny Rembowskiej na warszawskich Powązkach

## Twórczość
Podobnie jak wielu innych polskich twórców, których praca przypada na przełom XIX i XX wieku, Rembowski był wszechstronnym artystą – tworzył obrazy olejne, pastele, rzeźby, grafiki, ekslibrisy, projekty obiektów użytkowych, ilustracje książkowe.  
Jednym z twórców, który odegrał kluczową rolę w kształtowaniu artystycznej postawy Rembowskiego był Stanisław Wyspiański – wpływ tego twórcy jest widoczny szczególnie w malarstwie i pastelach Rembowskiego, dekoracyjnym podejściu do płaszczyzny oraz mocno zarysowanych konturach. Wpływ Wyspiańskiego widoczny jest w melancholijnych portretach Rembowskiego, w których często pojawiają się motywy więdnących lub pochylonych roślin, podobnie jak w pastelach Wyspiańskiego. 
Tradycje i legendy związane z kulturą góralską fascynowały Rembowskiego. Wiele prac artysty opartych jest na kanwie motywów tatrzańskich; był również autorem artykułów o podhalańskiej kulturze ludowej.